# Museo de Arte Contemporáneo Alfredo Zalce
El Museo de Arte Contemporáneo Alfredo Zalce (MACAZ) se ubica en la ciudad de Morelia, Michoacán, México. Dependiente del gobierno de Michoacán a través de su Secretaría de Cultura el museo se enfoca principalmente en la exhibición de arte plástico contemporáneo de los artistas de Michoacán, así como de algunos artistas nacionales. El museo recibe el nombre de Alfredo Zalce en homenaje al artista plástico michoacano sin embargo no está especializado en la exhibición y difusión de su obra. 
El museo tiene su sede en lo que fue una histórica residencia veraniega de finales del siglo XIX ubicada en el parque público Bosque Cuauhtémoc en el Centro histórico de Morelia. El museo conserva un amplio acervo de obra plástica del siglo XX de reconocidos artistas michoacanos y nacionales sin embargo estas no se exhiben permanentemente en el museo debido a lo pequeño del inmueble por lo se hallan resguardas en bodegas, presentándose continuamente exposiciones temporales.

## El edificio
El inmueble donde hoy tiene su sede el museo fue edificado en 1897 como una casa de veraneo ubicada dentro del antiguo Paseo de San Pedro hoy Bosque Cuauhtémoc, parque público que a finales del siglo XIX se fraccionó y lotificó para que se edificaran residencias de acaudaladas familias morelianas de la época, como lo fue la casa en cuestión la cual perteneció a una familia de origen francés. A principios del siglo XX después de la época de la Revolución Mexicana el gobierno decidió retomar la función de parque público por lo que se demolieron las residencias conservándose solo cuatro inmuebles hoy con uso público como lo es el museo.
El inmueble posee un jardín delimitado por una barda perimetral, al centro se ubica la casa de estilo neogótico la cual presenta pequeñas dimensiones y dos niveles, en su fachada principal que mira al norte exhibe escalinatas de cantera y un pórtico estando techado en dos aguas con cubierta de metal de estilo victoriano, en su lado derecho la casa presenta un torreón octagonal como elemento característico. En su interior las habitaciones fueron convertidas en las actuales salas del museo, siendo tres salas en su primer nivel y cinco en el segundo. En la parte posterior de la casa fue edificado en el siglo XX un inmueble anexo el cual sirve como bodegas y oficinas administrativas.

## Historia
Originalmente el museo fue fundado como una galería de arte, la cual recibió el nombre de “Galería de Arte Contemporáneo de Michoacán” inaugurada el 30 de septiembre de 1971 siendo creada por un grupo de artistas de la entidad entre los que se hallaban el Pintor y maestro J. Jesús Escalera Archivado el 2 de abril de 2015 en Wayback Machine., como gestor del proyecto y fundador junto con Manuel Aguilar de la Torre, quien fue su primer director. En 1972 el gobierno del estado convirtió la galería en museo nombrándolo “Museo de Arte Contemporáneo de Michoacán”, en 1980 el recinto fue cerrado para realizar una remodelación integral del edificio reabriéndose hasta 1984. En 1993 el museo fue renombrado como “Museo de Arte Contemporáneo Alfredo Zalce” en homenaje al artista plástico originario de Pátzcuaro, Michoacán realizándose una exposición donde asistió el artista. Desde 1997 el museo convoca a la “Bienal Nacional de Pintura y Grabado Alfredo Zalce”. En 1998 y 1999 el inmueble fue nuevamente remodelado. En 2003 murió Alfredo Zalce siendo velado en el museo.

## Colecciones
El Museo de Arte Contemporáneo Alfredo Zalce conserva en sus bodegas un acervo de alrededor de 3,800 obras pictóricas tanto de autores michoacanos como nacionales. Las obras proceden de adquisiciones y donaciones de artistas que han expuesto en el museo, obras otorgadas por la Secretaría de Hacienda y Crédito Público en el programa de pago en especie de los artistas, así como de certámenes de pintura entre ellos el que convoca el museo, la “Bienal Nacional de Pintura y Grabado Alfredo Zalce”.
Algunas de las obras representativas del acervo del museo corresponden a autores del siglo XX entre los que destacan los célebres artistas mexicanos José Guadalupe Posada, José Clemente Orozco, Diego Rivera, Pablo O'Higgins entre otros. Así como los artistas michoacanos Alfredo Zalce, Efraín Vargas, Luis Sahagún Cortés, Manuel Pérez Coronado, Luís Palomares, Felipe Castañeda, Jesús Escalera Romero, José Luis Soto, Francisco Rodríguez Oñate, entre otros.